# Lirios (Van Gogh)
Los lirios es un cuadro al óleo sobre lienzo (71 x 93 cm) realizado en mayo de 1889 por Vincent Van Gogh. Es una de las muchas pinturas y grabados de lirios creadas a lo largo de su vida. En 1987 fue vendido por 53.900.000 dólares.

## Características
Los lirios fueron una de las primeras obras realizadas mientras Vincent van Gogh vivía en el asilo del Monasterio de Saint-Paul-de-Mausole en Saint-Rémy-de-Provence, Francia, en el último año antes de su muerte en 1890.
Lo pintó antes de su primer ataque en el asilo. Falta la alta tensión que se ve en sus obras posteriores. Llamó a la pintura "el pararrayos para mi enfermedad" porque sentía que podía evitar volverse loco al seguir pintando. 
La obra está influenciada por el patrón decorativo de las impresiones xilográficas japonesas ukiyo-e, como muchas de sus obras y las de otros artistas de su época. Las semejanzas se presentan con los bordes bien definidos, puntos de vista inusuales, incluyendo vistas en primer plano, de cerca. El color es aplanado, no modelado de acuerdo con la caída de la luz, aplicando los consejos proporcionados por Paul Gauguin sobre las tonalidades del color.
El artista consideraba a esta pintura un estudio, y es así, probablemente, porque no hay dibujos conocidos de ella, aunque Theo, su hermano, se lo pensó mejor y rápidamente presentó la obra a la exposición anual de la Société des Artistes Indépendants en septiembre de 1889, junto con Noche estrellada sobre el Ródano. Sobre la exposición, le escribió a Vincent: "Saltan a la vista desde lejos. Los lirios son un hermoso estudio lleno de aire y vida."

## Historia de la propiedad
El primer propietario del cuadro fue el crítico de arte y anarquista francés Octave Mirbeau, uno de los primeros que confiaron en Van Gogh, pagando 300 francos en 1891. Escribió: "¡Qué bien ha entendido la exquisita naturaleza de las flores!"
En 1987 se convirtió en el cuadro más caro jamás vendido, estableciendo un récord que se mantuvo durante dos años y medio. Posteriormente fue vendido por 53.900.000 $ a Alan Bond, pero Bond no pudo conseguir el dinero para pagarlo. Por último, el cuadro fue posteriormente revendido por Christie's en 1990 al Museo J. Paul Getty de Los Ángeles.